# Ordre militaire du 13 juin
L'Ordre militaire du 13 juin (en espagnol : Orden militar 13 de junio) est un ordre honorifique de la Colombie. Il a été instauré par le décret n°1589 du 19 mai 1954 (Journal Officiel n°28494 du 3 juin 1954, p.3) pour commémorer le premier anniversaire de la dictature du président Gustavo Rojas Pinilla, arrivé au pouvoir le 13 juin 1953. Le coup d'État militaire inattendu qui a porté Rojas Pinilla au pouvoir cette nuit-là, au milieu d’une liesse nationale, faisait suite à une sorte de guerre civile non déclarée que la Colombie vivait depuis des mois, entre libéraux et conservateurs. Les événements se sont précipités lorsque Laureano Gómez, qui avait quitté ses fonctions en raison d’un accident vasculaire cérébral, a repris la présidence de la République, a brusquement démis de ses fonctions Lucio Pabón Núñez, le ministre de la Guerre, et a ordonné le transfert en réserve d’un grand groupe d’officiers de l’armée, dirigé par le lieutenant-général Gustavo Rojas Pinilla. Le nouveau président Rojas Pinilla a constitué son cabinet, et la liste des ministres a été officialisée à 2 heures du matin le dimanche 14 juin. Le changement de direction de l’État a été accueilli avec optimisme, dans l’espoir que le nouveau gouvernement sauverait le pays de la violence et du chaos. Ensuite, le pays a connu une sorte de lune de miel de près d’un an, mais ensuite, le gouvernement Rojas a commencé à commettre des abus et à tomber dans des actes dictatoriaux, comme le massacre des étudiants les 8 et 9 juin 1954. Rojas a été renversé le 10 mai 1957.
L’Ordre a été décerné à ses partisans parmi les membres des forces armées colombiennes, ainsi qu’aux civils associés (article 1er du décret n°1589 du 19 mai 1954).

## Grades
L’Ordre est décerné en sept grades (article 17 du décret n°1589 du 19 mai 1954 :
- Grand collier
- Grand-croix (Gran Cruz)
- Grand officier (Gran Oficial)
- Commandeur (Comendador)
- Officier (Oficial)
- Chevalier (Caballero)
- Compagnon (Compañero)

- Le Grand Collier ne peut être décerné qu’à des chefs d'État, d’anciens chefs d’État ou des présidents élus (article 18).
- La Grand-croix peut être décernée aux ministres du Bureau exécutif, aux cardinaux, au commandant général des forces armées et à d’autres fonctionnaires publics nationaux de rang et équivalent (article 19).
- L’insigne de Grand officier peut être décerné aux archevêques, lieutenants généraux, généraux de division, généraux de brigade, amiraux et autres personnes de rang équivalent.
- Au grade de commandeur, il peut être accordé aux évêques, colonels et lieutenants-colonels, capitaines de vaisseau et de frégate, ainsi qu’à d’autres fonctionnaires publics de rang équivalent.
- Au grade d’officier, il peut être décerné aux majors et capitaines, aux capitaines de corvette et aux lieutenants de vaisseau, ainsi qu’aux personnalités nationales qui se sont distinguées par les services rendus à la Colombie.
- Au grade de chevalier, il peut être décerné aux lieutenants, sous-lieutenants et enseignes, aux lieutenants de frégates et de corvettes et aux aspirants de marine, pour leurs vertus militaires ou pour services notables rendus à la patrie.
- Au grade de compagnon, il peut être décerné aux cadets des écoles de formation militaire, aux sous-officiers et aux soldats pour leurs vertus militaires ou pour services exceptionnels rendus à la patrie[2].

## Insignes
L’insigne de l’Ordre militaire du 13 juin se compose, au grade de compagnon, d’une croix bifurquée à huit pointes, de 45 mm de haut et de large, en argent et émail blanc, avec les emblèmes de l’armée, de la marine, de l’aviation et de la police, sur une couronne de laurier argenté mat. Au centre, les mots « Forces armées de Colombie » sont inscrites en lettres argentées dans un cercle sur émail vert. Au centre se trouve aussi la date « 13 DE JUNIO » (13 juin) en lettres argentées sur émail blanc. Au revers, sur un cercle en émail blanc, la devise « PAZ JUSTICIA Y LIBERTAD » (Paix, Justice et Liberté) figure en lettres argentées. La croix est suspendue à un ruban moiré de 40 mm de large, avec un fond blanc comportant six bandes vertes d’un millimètre de large chacune. Sur les bords il y a trois bandes de 4 mm de large avec les couleurs du drapeau de la Colombie.
Les autres insignes sont identiques à celui de compagnon, aux différences suivantes près :
- Chevalier : la croix bifurquée est en argent doré et les emblèmes apparaissent sur une couronne de laurier doré mat. Les mots « Forces armées de Colombie », la date du « 13 juin » et le slogan « Paix, justice et liberté » sont écrits en lettres d’or.
- Officier : identique à la croix de chevalier, mais avec une rosette verte de 28 mm de diamètre au centre du ruban.
- Commandeur : une croix identique à la précédente, mais de 55 mm de haut et de large. Cet insigne est porté suspendu autour du cou par un ruban à nouer identique à celui des grades précédents.
- Grand officier : une plaque de 81 mm en forme d’étoile d’argent brillant, à huit rayons cannelés, surmontée au centre d’une croix identique à celle d’officier. Cette plaque se porte sur le côté gauche.
- Grand-croix : la même plaque que celui de Grand officier, mais en argent massif doré, portée sur le côté gauche. Elle porte également une croix identique à celle du commandeur, suspendue à un ruban moiré de 102 mm de large, avec six bandes vertes de 3 mm chacune sur un fond blanc, et sur les bords les trois bandes aux couleurs du drapeau colombien de 12 mm de large, avec une rosace à laquelle la croix est suspendue. Cette bande se porte de l’épaule droite vers le côté gauche.
- Grand collier : il se porte au centre de la poitrine, suspendu à un collier formé de deux chaînes, style « ancre », d’or jaune mat, de 3 mm d’épaisseur et de respectivement 64 et 53 centimètres de long, placées parallèlement avec un espace de 15 mm entre elles. À mi-hauteur de ces chaînes et suspendues à celles-ci se trouvent les armoiries nationales en or jaune mat et gaufrées, bordées d’une couronne de laurier en or d’un diamètre de 40 mm. Aux liens pendent les insignes de l’Ordre. De part et d’autre de la pièce centrale, et également suspendues aux chaînes, sont fixées des miniatures de la Croix de l’Ordre, d’une taille de 31 mm, également bordées de couronnes de laurier[2].

Dans l’ordre de préséance des décorations militaires de la Colombie, l’Ordre militaire du 13 juin vient après l’Ordre de l'Étoile de police mais avant la médaille militaire de la valeur.